# Jean Manga Onguéné
Jean Manga Onguéné (12 giugno 1946) è un allenatore di calcio ed ex calciatore camerunese, di ruolo attaccante.

## Carriera
Nel 1980 ha vinto il Pallone d'Oro Africano, succedendo cronologicamente al connazionale Thomas N'Kono, che giocava nella medesima squadra: Canon Yaoundé.
A causa di un infortunio al ginocchio (che insieme all'età fu la causa del suo ritiro), non poté partecipare con la sua Nazionale al Mondiale 1982 in Spagna dove i compagni di squadra divennero i famosi "leoni indomabili", Onguene sarebbe stato una delle stelle di quella squadra.
Tra il 1997 ed il 1998 è stato Commissario Tecnico del Camerun, ma non durante la sfortunata trasferta francese del Mondiale 1998.

## Palmarès

### Giocatore

#### Club

##### Competizioni nazionali
- Campionato camerunese: 6

Canon Yaoundé: 1970, 1974, 1977, 1979, 1980, 1982
- Coppa del Camerun: 5

Canon Yaoundé: 1970, 1974, 1979, 1980, 1982

##### Competizioni internazionali
- CAF Champions League: 3

Canon Yaoundé: 1971, 1978, 1980
- Coppa delle Coppe d'Africa: 1

Canon Yaoundé: 1979

#### Individuale
- Calciatore africano dell'anno: 1

1980